# 土橋忠昭
土橋 忠昭（どばし ただあき、1927年 <昭和2年> 5月18日 - 2002年 <平成14年> 2月26日）は、日本の政治家。元大阪府松原市長（7期）。位階は正五位。勲等は勲三等瑞宝章。

## 経歴
大阪府出身。大阪府立堺工業学校（現・大阪府立堺工科高等学校）卒業。卒業後は中河内郡松原町（現・松原市）役場に入り、総務、企画財政の各部長を経て、1974年（昭和49年）松原市長に当選する。
市長就任後に市の木（マツ）、市の花（バラ）を制定。ほか学校施設の充実、都市基盤の整備、福祉の向上や産業の振興などに努めた。その後は市民に対するサービスや市民の安全の確保、生活関連施設の整備など、地域の実情に即した施策を促進した。
市長を7期務め、2001年（平成21年）に任期途中で退任した。2002年2月死去。死没日付をもって叙正五位、勲三等瑞宝章受章。